# Facteur intégrant
En mathématiques, un facteur intégrant est une fonction qu'on choisit afin de rendre plus facile la solution d'une équation comportant des dérivées. Les facteurs intégrants sont d'usage commun pour la solution d'équations différentielles, en particulier des équations différentielles ordinaires (EDO), ainsi qu'en calcul différentiel sur plusieurs variables, dans lequel cas la multiplication par un facteur intégrant permet d'obtenir une différentielle exacte à partir d'une différentielle inexacte. Un exemple d'application en thermodynamique : la température est un facteur intégrant qui fait de l'entropie une différentielle exacte.

## Solution d'équations différentielles ordinaires de premier ordre
Les facteurs intégrants sont associés de près aux équations différentielles linéaires d'ordre un, pour lesquelles, en supposant que P(x) et Q(x)  sont des fonctions continues, ils fournissent une méthode de solution. Pour une EDO de la forme :
{\displaystyle y'+P(x)y=Q(x)\quad \quad \quad (1)}
considérons une fonction M(x) . On multiplie les deux côtés de (1) par M(x) :
{\displaystyle M(x)y'+M(x)P(x)y=M(x)Q(x).\quad \quad \quad (2)}
On veut que le côté gauche de l'équation soit de la forme de la dérivée d'un produit (voir la règle du produit), tel que (2) puisse s'écrire :
{\displaystyle (M(x)y)'=M(x)Q(x).\quad \quad \quad (3)}
Le côté gauche de (3) peut maintenant être intégré :
{\displaystyle yM(x)=\int Q(x)M(x)\,\mathrm {d} x,}
On peut maintenant résoudre pour y :
{\displaystyle y={\frac {\int Q(x)M(x)\,\mathrm {d} x}{M(x)}}.\quad \quad \quad (4)\,}
On applique la règle du produit au côté gauche de (3), ce qui est égal au côté gauche de (2) :
{\displaystyle M'(x)y+M(x)y'=M(x)y'+M(x)P(x)y.\quad \quad \quad }
Donc M(x) vérifie :
{\displaystyle M'(x)=M(x)P(x).\quad \quad \quad (5)\,}
Autrement dit :
{\displaystyle {\frac {M'(x)}{M(x)}}=P(x).\quad \quad \quad (6)}
On reconnait la dérivée logarithmique, ce qui permet de résoudre (6) :
{\displaystyle M(x)=\exp \left(\int P(x)\,\mathrm {d} x\right),}
où M(x) est dit facteur intégrant.
Enfin, à partir de (4), on peut résoudre y.

### Exemple
On doit résoudre l'équation différentielle suivante.
{\displaystyle y'-{\frac {2y}{x}}=0.}
Dans ce cas, P(x) = -2/x, ce qui permet de déduire un facteur intégrant :
{\displaystyle M(x)=\exp \left(\int P(x)\,\mathrm {d} x\right)=\exp \left(\int {\frac {-2}{x}}\,\mathrm {d} x\right)=\exp(-2\ln x)={(\exp(lnx))}^{-2}={\frac {1}{x^{2}}}.}
Notons qu'on n'a pas besoin de tenir compte de la constante d'intégration, puisqu'on veut une solution et non pas la solution générale.
En multipliant les deux côtés de l'équation différentielle par M(x), on obtient une équation qui s'intègre aisément :
{\displaystyle {\frac {y'}{x^{2}}}-{\frac {2y}{x^{3}}}=0\quad \Rightarrow \quad \left({\frac {y}{x^{2}}}\right)'=0\quad \Rightarrow \quad :y(x)=Cx^{2}.}